# 2. Deutsche Volleyball-Bundesliga 1994/95 (Frauen)
Die Saison 1994/95 der 2. Volleyball-Bundesliga der Frauen war die neunzehnte Ausgabe dieses Wettbewerbs.

## 2. Bundesliga Nord
Meister und Aufsteiger in die 1. Bundesliga wurde der 1. VC Vechta. In die Regionalliga absteigen mussten die FT Adler Kiel, der CfL Berlin und die VG Alstertal-Harksheide.

### Mannschaften
In dieser Saison spielten folgende elf Mannschaften in der 2. Bundesliga Nord der Frauen:
- VG Alstertal-Harksheide
- CfL Berlin
- Post SV Berlin
- VC Olympia Berlin
- TvdB Bremen
- SCU Emlichheim
- TV Fischbek Hamburg
- TV Hörde
- FT Adler Kiel
- USC Münster II
- 1. VC Vechta

Absteiger aus der 1. Bundesliga waren die VG Alstertal-Harksheide und der 1. VC Vechta. Aus der Regionalliga stiegen die FT Adler Kiel (Nord) und CfL Berlin (Nordost) auf. Der 1. VC Hamburg übertrug sein Spielrecht auf den eigentlich abgestiegenen TV Fischbek. Ein Sonderspielrecht hatte der VC Olympia Berlin.

### Tabelle
|                         | Verein                   | Spiele | Punkte | Sätze |
| ----------------------- | ------------------------ | ------ | ------ | ----- |
| 1.                      | Vechta (A)               | 20     | 40:0   | 60:4  |
| 2.                      | Fischbek                 | 20     | 34:6   | 54:22 |
| 3.                      | Emlichheim               | 20     | 30:10  | 50:28 |
| 4.                      | Bremen                   | 20     | 28:12  | 46:27 |
| 5.                      | Post Berlin              | 20     | 20:20  | 39:40 |
| 6.                      | VCO Berlin (S)           | 20     | 16:24  | 39:43 |
| 7.                      | Hörde                    | 20     | 14:26  | 28:48 |
| 8.                      | Münster II               | 20     | 12:28  | 34:44 |
| 9.                      | Kiel (N)                 | 20     | 10:30  | 21:48 |
| 10.                     | CfL Berlin (N)           | 20     | 10:30  | 20:49 |
| 11.                     | Alstertal-Harksheide (A) | 20     | 6:34   | 16:54 |
| Stand: Abschlusstabelle |                          |        |        |       |

|     | Aufsteiger in die Bundesliga    |
|     | Absteiger in die Regionalliga   |
| (A) | Absteiger aus der 1. Bundesliga |
| (N) | Aufsteiger aus der Regionalliga |
| (S) | Sonderspielrecht                |

## 2. Bundesliga Süd
Meister wurde der TV Metternich, der auf den Aufstieg in die 1. Bundesliga verzichtete und sich zurückzog. In die Regionalliga absteigen musste der FC Puchheim.

### Mannschaften
In dieser Saison spielten folgende elf Mannschaften in der 2. Bundesliga Süd der Frauen:
- TV Dingolfing
- Dresdner SC
- TuS Braugold Erfurt
- Ettlinger SV
- TuS Griesheim
- GSV Maichingen
- TV Metternich
- FC Puchheim
- TSV Schmiden
- SV Sinsheim
- 1. VC Wiesbaden

Absteiger aus der 1. Bundesliga gab es keine. Aus der Regionalliga stiegen der GSV Maichingen (Süd), der Dresdner SC (Ost), der TuS Griesheim (Südwest) und der FC Puchheim (Südost) auf.

### Tabelle
|                         | Verein         | Spiele | Punkte | Sätze |
| ----------------------- | -------------- | ------ | ------ | ----- |
| 1.                      | Metternich     | 20     | 38:2   | 59:8  |
| 2.                      | Sinsheim       | 20     | 34:6   | 52:20 |
| 3.                      | Dingolfing     | 20     | 32:8   | 51:16 |
| 4.                      | Wiesbaden      | 20     | 28:12  | 51:22 |
| 5.                      | Ettlingen      | 20     | 26:14  | 44:32 |
| 6.                      | Dresden (N)    | 20     | 18:22  | 32:36 |
| 7.                      | Griesheim (N)  | 20     | 14:26  | 27:42 |
| 8.                      | Erfurt         | 20     | 14:26  | 25:47 |
| 9.                      | Schmiden       | 20     | 10:30  | 19:49 |
| 10.                     | Maichingen (N) | 20     | 6:34   | 22:51 |
| 11.                     | Puchheim (N)   | 20     | 0:40   | 1:60  |
| Stand: Abschlusstabelle |                |        |        |       |

|     | Absteiger in die Regionalliga bzw. Rückzug |
| (N) | Aufsteiger aus der Regionalliga            |